# Paraboea vulpina
Paraboea vulpina är en tvåhjärtbladig växtart som beskrevs av Ridley. Paraboea vulpina ingår i släktet Paraboea och familjen Gesneriaceae. Inga underarter finns listade i Catalogue of Life.